# Grumăzești
Grumăzești è un comune della Romania di 5 496 abitanti, ubicato nel distretto di Neamț, nella regione storica della Moldavia. 
Il comune è formato dall'unione di 4 villaggi: Curechiștea, Grumăzești, Netezi, Topolița.